# Charles de Lorencez
Charles Ferdinand Latrille, conte di Lorencez (Parigi, 23 maggio 1814 – Parigi, 16 luglio 1892) è stato un generale francese.

## Biografia
Charles Ferdinand Latrille, conte di Lorencez, era figlio del generale Guillaume Latrille de Lorencez ed era imparentato con Carlotta del Belgio, unica figlia di Leopoldo I del Belgio e moglie di Massimiliano d'Asburgo che divenne imperatore del Messico e che lo condusse nella campagna militare nel paese che segnò il grande trionfo della sua carriera militare.
Lorencez nacque a Parigi e compì i propri studi all'accademia militare di Saint-Cyr tra il 1830 e il 1832, uscendone col grado di Luogotenente in terza. Egli prestò servizio dapprima in Algeria, dove venne promosso al grado di colonnello nel 1852, e successivamente prese parte alla Guerra di Crimea combattendo valorosamente nella Battaglia di Malakoff, occasione dopo la quale divenne generale di divisione.
Latrille de Lorencez prestò quindi servizio in Messico al seguito delle armate francesi inviate dall'Imperatore francese Napoleone III a sostegno del governo del nuovo imperatore messicano, Massimiliano d'Asburgo. Egli si distinse grandemente nella Battaglia di Puebla il 5 maggio 1862, anche se le truppe francesi sottoposte al suo comando vennero sconfitte da quelle messicane capitanate dal generale Ignacio Zaragoza. Latrille de Lorencez lasciò Veracruz il 17 dicembre 1862 per fare ritorno definitivamente in Francia.
Postosi nuovamente al servizio dell'esercito nazionale, combatté la Guerra franco-prussiana nel 1870, anche se fu costretto a ritirarsi due anni dopo a causa del peggioramento della febbre gialla che aveva contratto in Messico quasi dieci anni prima. Nella vita privata sposò la contessa Emilia Alvarez de Perez, dalla quale ebbe una figlia, Emilia Latrille de Lorencez.
Morì a Parigi il 16 luglio 1892.